# Padangue
Padangue ou Padang é uma cidade da ilha de Sumatra, na Indonésia. Localiza-se no oeste da ilha. Segundo censo de 2010, havia 799 750 habitantes.

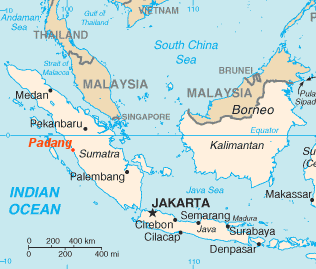
Localização de Padang, em Samatra.